# Lord is Avenger
Lord is Avenger – drugi album studyjny polskiej grupy deathmetalowej Hate. Wydawnictwo ukazało się w 1998 roku nakładem wytwórni muzycznej Novum Vox Mortis. Płyta została zarejestrowana w Selani Studio w Olsztynie w listopadzie 1997 roku. Nagrania zmiksował i wyprodukował Andrzej Bomba. 10 kwietnia 2001 roku album został wznowiony na kompilacji pt. Holy Dead Trinity wydanej nakładem World War III. Na wydawnictwie znalazł się ponadto minialbum Victims (1999).

## Lista utworów
Opracowano na podstawie materiału źródłowego.
| Nr  | Tytuł utworu                   | Słowa                | Muzyka                    | Długość |
| --- | ------------------------------ | -------------------- | ------------------------- | ------- |
| 1.  | „Share Your Blood With Daemon” | ATF Sinner           | ATF Sinner, Ralph, Daniel | 03:03   |
| 2.  | „World Has To Die”             | ATF Sinner           | ATF Sinner, Ralph, Daniel | 03:30   |
| 3.  | „Dead And Mystified”           | ATF Sinner           | ATF Sinner, Ralph, Daniel | 03:38   |
| 4.  | „Intransigence Of Evil”        | ATF Sinner           | ATF Sinner, Ralph, Daniel | 04:00   |
| 5.  | „Enter The Hell”               | utwór instrumentalny | ATF Sinner, Ralph, Daniel | 00:49   |
| 6.  | „Convocation”                  | ATF Sinner           | ATF Sinner, Ralph, Daniel | 02:56   |
| 7.  | „Lord Is Avenger”              | ATF Sinner           | ATF Sinner, Ralph, Daniel | 02:44   |
| 8.  | „Paradise As Lost”             | ATF Sinner           | ATF Sinner, Ralph, Daniel | 03:39   |
| 9.  | „Pagan Triumph”                | utwór instrumentalny | ATF Sinner, Ralph, Daniel | 01:39   |
| 10. | „Vexation Of My Spirit”        | ATF Sinner           | ATF Sinner, Ralph, Daniel | 02:45   |
| 11. | „Satan's Horde”                | ATF Sinner           | ATF Sinner, Ralph, Daniel | 03:59   |
|     |                                |                      |                           | 32:42   |

## Twórcy
Opracowano na podstawie materiału źródłowego.
| Zespół Hate w składzie - Adam "ATF Sinner" Buszko – gitara rytmiczna, gitara prowadząca, wokal prowadzący - Ralph – gitara rytmiczna, gitara prowadząca - Daniel – gitara basowa - Piotr "Mittloff" Kozieradzki – perkusja | Produkcja - Andrzej Bomba – inżynieria dźwięku, miksowanie, produkcja muzyczna - Maciej Bielawski – inżynieria dźwięku - Jacek Gawłowski – mastering |